# 小向まな美
小向 まな美（こむかい まなみ、1976年9月1日）は、日本のAV女優。2009年3月に『美性本能 私､AV女優になります! 新人』でAVデビュー。
趣味は、ショッピング、マッサージ。 
2010年に引退した。

## 出演作品
2009年
- 美性本能 私､AV女優になります! 新人（3月13日、百花美人）
- 潮噴く私を止めて下さい 「噴き正直なアソコ」（7月13日、百花美人）
- 「癒しの下半身」 潮吹き家政婦のご奉仕セックス（8月13日、百花美人）
- 羞恥コスプレ 裸になるより恥ずかしい（10月13日、百花美人）
- 暴れるオッパイ 騎乗位 100人（2009年11月7日、桃太郎映像出版）
- 若妻不倫温泉 2（11月16日、S級素人）
- 変態人妻不倫日記（11月19日、桃太郎映像出版）
- お母さんのすべて（12月11日、ABC/妄想族）
- 欲求不満な若妻 淫汁ワイフ（12月13日、百花美人）
- 慰みの生尻家政婦（12月30日、マドンナ）

2010年
- 兄の婚約者（1月7日、マドンナ）
- 清純義姉と義弟の許されぬ情交（3月4日、ヒビノ）
- 美しい僕のおばさん（3月5日、マドンナ）
- 人妻密会 1（3月31日、LEO）
- 綺麗なOLさん、ヤラシテください。「まな美さんヤラシテ。」（5月3日、グレイズ）
- 小向まな美全タイトル4時間（5月13日、百花美人）
- 溢れだす美熟女の泉 ～止まらないおもらし家庭教師・まな美～（6月25日、Fitch）
- ファーストレディは潮吹き淫乱淑女（12月15日、ワンズファクトリー）